# Happy You
Happy You – utwór litewskiego wokalisty Aivarasa Stepukonisa napisany przez samego artystę, nagrany oraz wydany w 2002 roku i umieszczony na jego debiutanckim albumie studyjnym, zatytułowanym  Aivaras.

## Historia utworu

### Występy na żywo: Konkurs Piosenki Eurowizji
W lutym 2002 roku Stepukonis zgłosił utwór do krajowych eliminacji do 47. Konkursu Piosenki Eurowizji. Kompozycja zajęła ostatecznie drugie miejsce w rundzie finałowej, przegrywając jedynie z propozycją „We All” formacji B'Avarija. Zespół został jednak zdyskwalifikowany z udziału w konkursie z powodu naruszenia zasad widowiska i opublikowania konkursowej piosenki przed regulaminowym terminem 1 stycznia 2002 roku. Krajowa telewizja (LRT) zaapelowała w tej sprawie do Europejskiej Unii Nadawców, organizatora imprezy, jednak jej zażalenie zostało oddalone. Stepukonis ze swoją propozycją został wówczas mianowany nowym reprezentantem Litwy podczas finału konkursu, który odbył się 25 maja w Tallinnie. Wokalista zaprezentował jako ostatni, 24. uczestnik widowiska i zdobył łącznie tylko 12 punktów, zajmując przedostatnie, 23. miejsce w końcowej klasyfikacji. 

## Lista utworów
CD Single
1. „Happy You” – 2:56
2. „Honey” – 3:14
3. „Rock Me, Lithuania” (Dance) – 3:33
4. „Rock Me, Lithuania” (Oldies) – 4:50